# Vittorio Curtoni
Vittorio Antonio Maria Curtoni (San Pietro in Cerro, 28 luglio 1949 – Piacenza, 4 ottobre 2011) è stato uno scrittore di fantascienza e traduttore italiano.

## Biografia
Entrò nel piccolo mondo della fantascienza italiana giovanissimo: dopo avere collaborato ad alcune delle prime fanzine italiane assieme a Luigi Naviglio, inizialmente suo mentore, fece parte della redazione della collana Galassia (con Gianni Montanari) dal 1970 al 1973, dirigendo successivamente la rivista Robot dall'aprile 1976 all'ottobre 1978.
Come scrittore si concentrò soprattutto su racconti, esordendo su una pubblicazione professionale nel 1966, con il racconto Danzate, morituri! sulla rivista romana Oltre il Cielo. Seguirono nel 1968 alcuni racconti pubblicati sul quotidiano veneziano Il Gazzettino, lo stesso anno il racconto L'uomo, l'ombrello e altre cose arrivò terzo al premio Nova SF* indetto dall'omonima rivista, su cui venne pubblicato nel marzo del 1970. Un nuovo racconto uscì su Oltre il Cielo nel 1969: Due donne in riva al lago. Durante il decennio settanta in alcuni numeri di Galassia, curata da Curtoni e Montanari, comparvero opere del Curtoni autore: in Destinazione uomo (1970) il racconto Ritratto del figlio, in Amore a quattro dimensioni (1971) L'esplosione del Minotauro, in Fanta-Italia (1972) La vita considerata come un'interferenza tra nascita e morte. Il racconto Ipotesi su un inconscio lunare uscì in appendice a Il satellite stregato di l. M. Janifer e s. J. Treibich. Un fascicolo di Galassia nel 1972 ospitò inoltre la prima edizione dell'unico romanzo mai scritto da Curtoni, Dove stiamo volando, ripubblicato in Urania Collezione assieme ad alcuni racconti nel 2009. Nel 1978 una versione rivista della sua tesi di laurea dedicata agli scrittori italiani di fantascienza uscì per i tipi della Nord col titolo Le frontiere dell'ignoto. Lo stesso anno come supplemento al n. 22 della rivista Robot, uscì il sesto Robot Speciale: l'antologia personale di Curtoni La sindrome lunare. Verso la fine del decennio cominciò l'attività di traduttore per la collana Urania di Mondadori; dopo la breve esperienza alla cura di Aliens (rivista pubblicata da Armenia tra 1979 e 1980), si ritirò progressivamente dalla scena editoriale e si dedicò principalmente all'attività traduttiva.
Nel corso degli anni ottanta uscirono pochi altri racconti, e Curtoni, sino a metà degli anni novanta, si ritirò anche dal fandom. Una nuova stagione pubblica cominciò verso la metà degli anni novanta, con la scoperta dei BBS italiani dedicati alla fantascienza; venne coinvolto nella partecipazione alle nuove Italcon – convention fantascientifiche organizzate a Courmayeur, cominciò a collaborare a Carmilla, rivista diretta da Valerio Evangelisti. Seguì una ripresa di attività come scrittore, con la pubblicazione dell'antologia Retrofuturo (ed. Shake, Milano); nel 2001 Urania pubblicò l'antologia Ciao futuro anch'essa composta, come la precedente, di racconti editi e inediti. Nel 2011, l'anno della sua scomparsa, pubblicò la sua ultima antologia, Bianco su nero e altre storie (ed. Delos).
Nei suoi ultimi anni diresse la nuova versione di Robot, che aveva ripreso le pubblicazioni nel 2003 con Delos e per la quale Curtoni ricevette il premio europeo del Grand Prix de l'Imaginaire 2006. Collaborò inoltre con la rivista online Delos e col quotidiano di Piacenza Libertà scrivendo la rubrica Trappole.
Ha tradotto generalmente fantascienza, ma anche narrativa non di genere. Ha tradotto tra l'altro opere di Philip K. Dick, Joe R. Lansdale, Matt Ruff, Joyce Carol Oates, David Ambrose, Ron Goulart. Viveva a Piacenza ed era un collezionista di libri e cimeli beatlesiani.

## Opere
- Dove stiamo volando, Galassia, Casa Editrice La Tribuna, 1972
- Le frontiere dell'ignoto. Vent'anni di fantascienza italiana, Milano, Editrice Nord, 1977
- La sindrome lunare e altre storie, Armenia, 1978
- Retrofuturo, Shake edizioni, 1999
- Ciao futuro, Mondadori, 2001
- Trappole in libertà, Edizioni Pontegobbo, 2004
- Bianco su nero, Delos Books, 2011

## Premi
- Premio europeo del Grand Prix de l'Imaginaire 2006 per la rivista Robot.[5]